# Friedrich Müller (Politiker, 1784)
Friedrich Andreas Müller (* 10. Januar 1784 in Penzlin; † 23. August 1830 in Neubrandenburg) war ein deutscher Verwaltungsjurist, Bürgermeister und Politiker.

## Leben
Friedrich Müller war Sohn des Pastors Ludwig Müller (1754–1816) in Penzlin und dessen Ehefrau Anna Regina, geb. Pfuhl (1767–1845), einer Penzliner Apothekertochter. Der Neubrandenburger Stadtrichter Carl Müller war sein Bruder. Eine Schwester heiratete den Advokaten Hofrat Bernhard Funk, eine andere den Neustrelitzer Hofarzt Theodor Kortüm.
Er studierte Rechtswissenschaften ab Oktober 1801 an der Universität Jena und ab Mai 1804 an der Universität Rostock. Im selben Jahr wurde er als Advokat am Hof- und Landgericht Güstrow immatrikuliert, dann Advokat und Prokurator der mecklenburg-strelitzischen Justizkanzlei in Neustrelitz. In Rostock wurde er auch Mitglied des Corps Vandalia. Er war seit etwa 1813 Land-Syndikus des Stargardischen Kreises und wurde zum Großherzoglich mecklenburg-strelitzischen Hofrat ernannt. Müller dokumentierte 1814 die Beteiligung von Mecklenburg-Strelitz an den Befreiungskriegen durch das Mecklenburg-Strelitzische Husaren-Regiment. Ab 30. März 1816 war Müller Bürgermeister, ab 1826 bis zu seinem Tod Erster Bürgermeister der Vorderstadt Neubrandenburg und als solcher von Amts wegen landschaftlicher Deputierter im Engeren Ausschuss der Ritter- und Landschaft in Rostock.
Müller heiratete am 20. September 1811 Friederika, geb. Strübing (1790–1860), eine Tochter des Bürgermeisters von Strelitz und späteren Stargardischen Landsyndikus in Neubrandenburg, Adolph Friedrich Strübing (1747–1813). Die beiden hatten elf Kinder, darunter der Philologe Hermann Müller-Strübing (1812–1893), Clara Maria Regina Müller (1814–1873), später verehelicht mit Theodor Mundt, die sich als Schriftstellerin Luise Mühlbach nannte, Marie Augusta Friederike Müller (* 1823; † 18. Januar 1852 in Breslau), die am 7. November 1845 Gustav Ernst Ferdinand Soyaux (1817–1895) ehelichte, einen Sohn des Theologen und Pädagogen Adolf Wilhelm Ferdinand Soyaux (1773–1836), sowie der Buchhändler Ludwig Wilhelm Heinrich Müller (1824–1851), der 1849 beim Versuch, sich den aufständischen Ungarn anzuschließen, in Österreich inhaftiert wurde, und nach seiner Freilassung in die Vereinigten Staaten auswanderte. Im August 1851 beteiligte sich dieser jüngste Sohn in New Orleans mit emigrierten ungarischen Militärs an der Bahia-Hondas-Expedition des Generals Narciso López gegen die spanische Kolonialherrschaft in Kuba und gehörte als Leutnant dem Adjutantenkorps an. Nach dem Scheitern der Invasion wurde er mit anderen Aufständischen in Havanna hingerichtet.
Friedrich Müller kommt in (gedruckten) Jugenderinnerungen seiner Tochter Luise Mühlbach vor. Seine nachgelassene Privatbibliothek wurde 1846 versteigert; der Katalog ist überliefert. Der große Stadtbrand 1945 in Neubrandenburg zerstörte auch Müllers Wohnhaus.

## Schriften
- Actenmäßige Darstellung der Theilnahme des Herzogthums Mecklenburg-Strelitz an dem Kriege gegen Frankreich in den Jahren 1813 und 1814. 1814